# Marnie Stern
Marnie Stern, född 18 mars 1976, är en amerikansk musiker, låtskrivare och gitarrist. Marnie Stern växte upp i New York och började spela gitarr när hon var 23 år gammal. Hon är medlem i The 8G Band från showen Late Night with Seth Meyers med Seth Meyers på NBC.
Marnie Stern uppger många musikaliska influenser, bland annat Hella, King Crimson, Lightning Bolt, Deerhoof, Erase Errata, Yoko Ono, Don Caballero, U.S. Maple, Royal Trux, Television, Bruce Springsteen, The Who och Talking Heads.
Marnie Stern är utbildad journalist från New York University.

## Diskografi

### Album
- 2007 – In Advance of the Broken Arm (Kill Rock Stars)[6]
- 2008 – This Is It and I Am It and You Are It and So Is That and He Is It and She Is It and It Is It and That Is That (Kill Rock Stars)
- 2010 – Marnie Stern (Kill Rock Stars)
- 2013 – The Chronicles of Marnia (Kill Rock Stars)